# Фока (византийска фамилия)
Вижте пояснителната страница за други значения на Фока.
Фамилията Фока (на латински: Phocas; Foca; на гръцки: Φωκᾶς) e знатен род от Кападокия в Мала Азия. Дава военачалници на Византия и византийския император Никифор II Фока (963 – 969).

## Генеалогия
Никифор Фока Стари е изтъкнат висш византийски военачалник от влиятелната ромейска фамилия Фокa. Неговите синове Лъв Фока Стари и Варда Фока Стари, също са висши военачалници, като на свой ред синовете на Варда – Никифор Фока Млади (Никифор II Фока) и Лъв Фока Млади са висши военачалници в ромейската армия. Синът на Лъв Фока Млади – Варда Фока Млади е известния бунтовник по времето на Василий II.
- Никифор Фока Стари, (840 – 900), генерал. Бие се в Италия против Сарацините (885-886) и в Анатолия против българите на Първата българска империя, служи при Василий I Македонец и Лъв VI Философ.
- Лъв Фока Стари, (870 – 919), син на Никифор Фока Стари; битката при Ахелой 917 година
- Варда Фока Стари (Барда), (878 - 968), син на Никифор Фока
- Никифор II Фока, (912 – 969), император 963 - 969, женен за Анастасо-Теофано.
- Константин Фока († 954), син на Варда (Барда) Фока Стари
- Лъв Фока Млади, генерал, брат на император Никифор II Фока
- Варда Фока Млади (940 - + 989), син на Лъв Фока Млади, узурпатор (971 и 987 до 989).
- София Фокина, съпруга на Константин Склир
- Теофано Склирина, (* 955; † 991), съпруга на Отон II (Свещена Римска империя)